# Dødsklippen
Dødsklippen er en dansk stum romantisk dramafilm fra 1913 produceret af Kinografen og instrueret af Einar Zangenberg efter manuskript af Elna From.

Filmen, der er optaget på Bornholm, havde dansk premiere den 24. november 1913 i Kinografens egen biograf på Frederiksberggade i København. Den blev vist i flere lande i udlandet. 

## Handling
En fiskerenke har som det eneste sin søn, Jørgen, som er hendes et og alt. Jørgen bliver forelsket i den unge kvinde Francis, der leger  kispus med ham. Fiskerenken frygter, at Francis tager sønnen fra hende og hun truer Francis med en økse. Da Jørgen ser det, mens han står på en klippetop, træder han forkert og han styrter i døden.

## Medvirkende
- Ella la Cour - Ella, fiskerenke
- Einar Zangenberg - Jørgen, Ellas søn
- Tronier Funder - Hotelejer Schmidt
- Edith Buemann Psilander - Francis, Schmidts datter
- Hulda Lauritzen - Sonja, selskabsdame